# Sentier de grande randonnée 11 (Espagne)
Pour les articles homonymes, voir Sentier de grande randonnée 11.
Le sentier de grande randonnée 11 espagnol traverse la chaîne des Pyrénées reliant l'océan Atlantique (cap Higuer) à la mer Méditerranée (cap de Creus). Contrairement au sentier GR 10 qui est situé côté français des Pyrénées, le GR 11 est au Sud, en Espagne.
Le GR 11 mène le marcheur à travers des sites d'exception et lui permet de découvrir des cultures diverses tout au long du parcours. Le GR 11 est également moins enneigé habituellement que le GR 10. Entre le GR10 et le GR11 se situe la Haute randonnée pyrénéenne. Des itinéraires transpyrénéens reliant les deux grands sentiers ont été établis à la fin des années 2010.

## Étapes
Parcours présenté d'est en ouest :

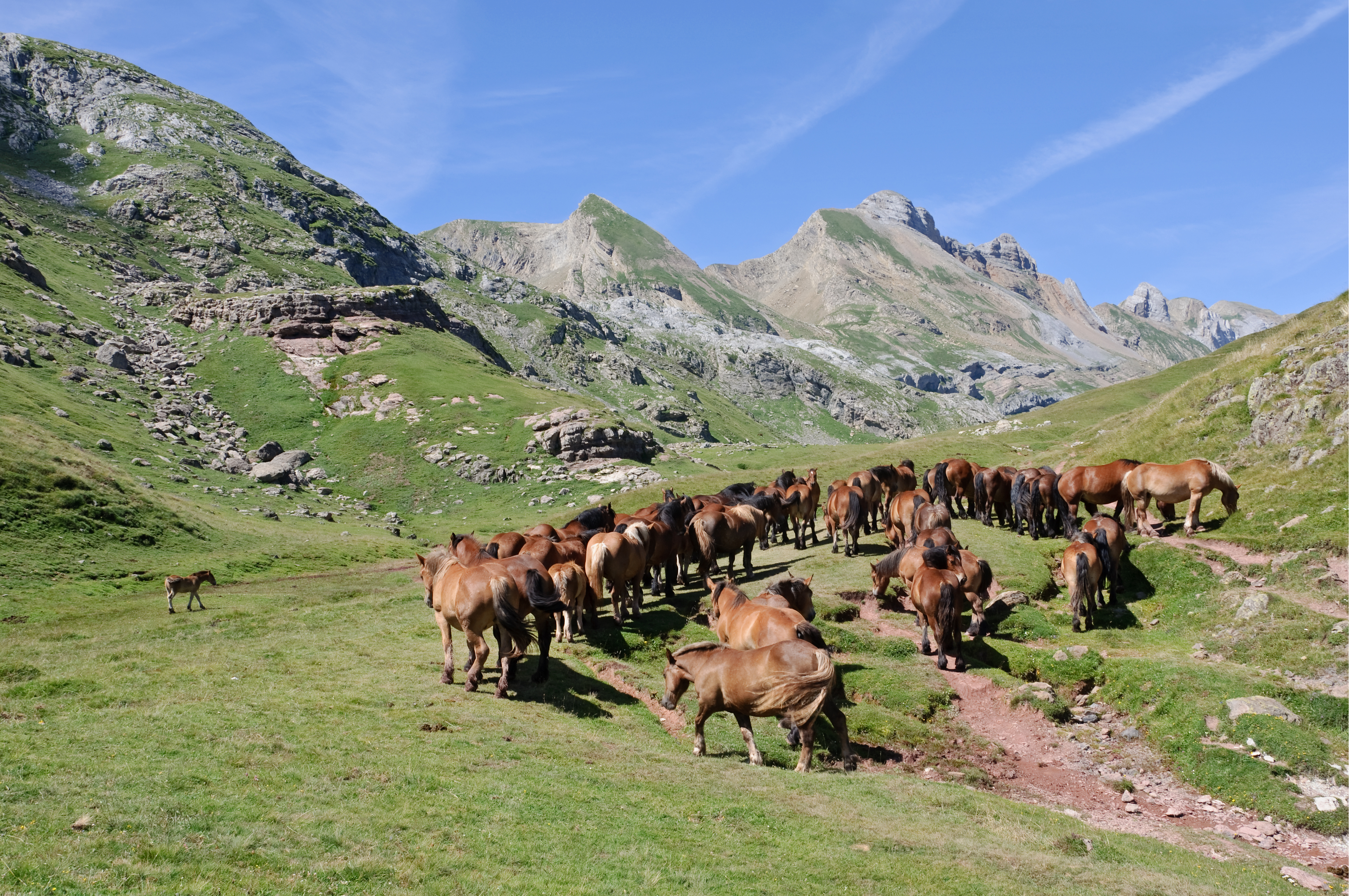
Chevaux en estive sur le parcours du GR 11, près du lac d'Estaens (étape Candanchu - La Mina).

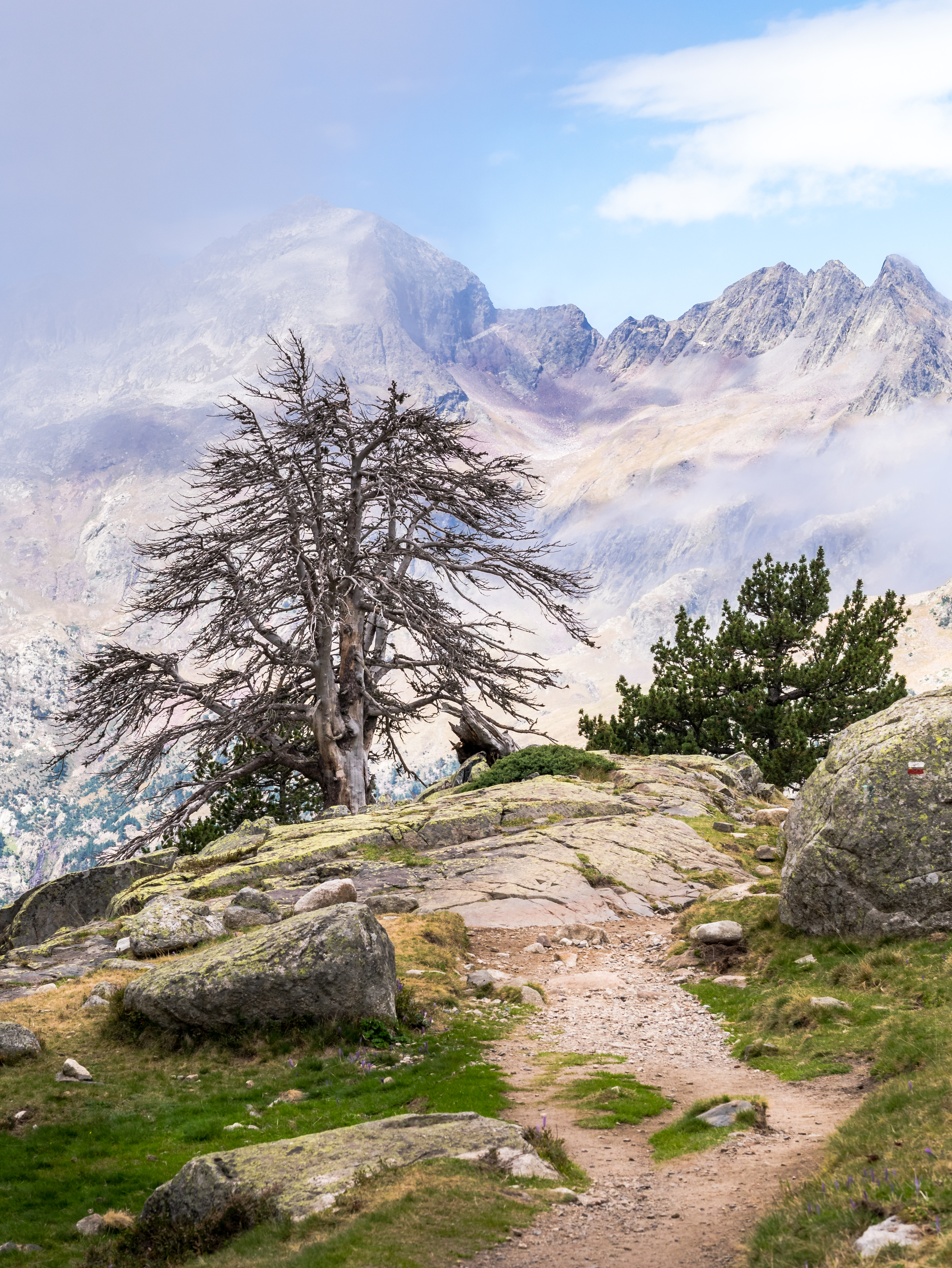
Benasque, Aigualluts

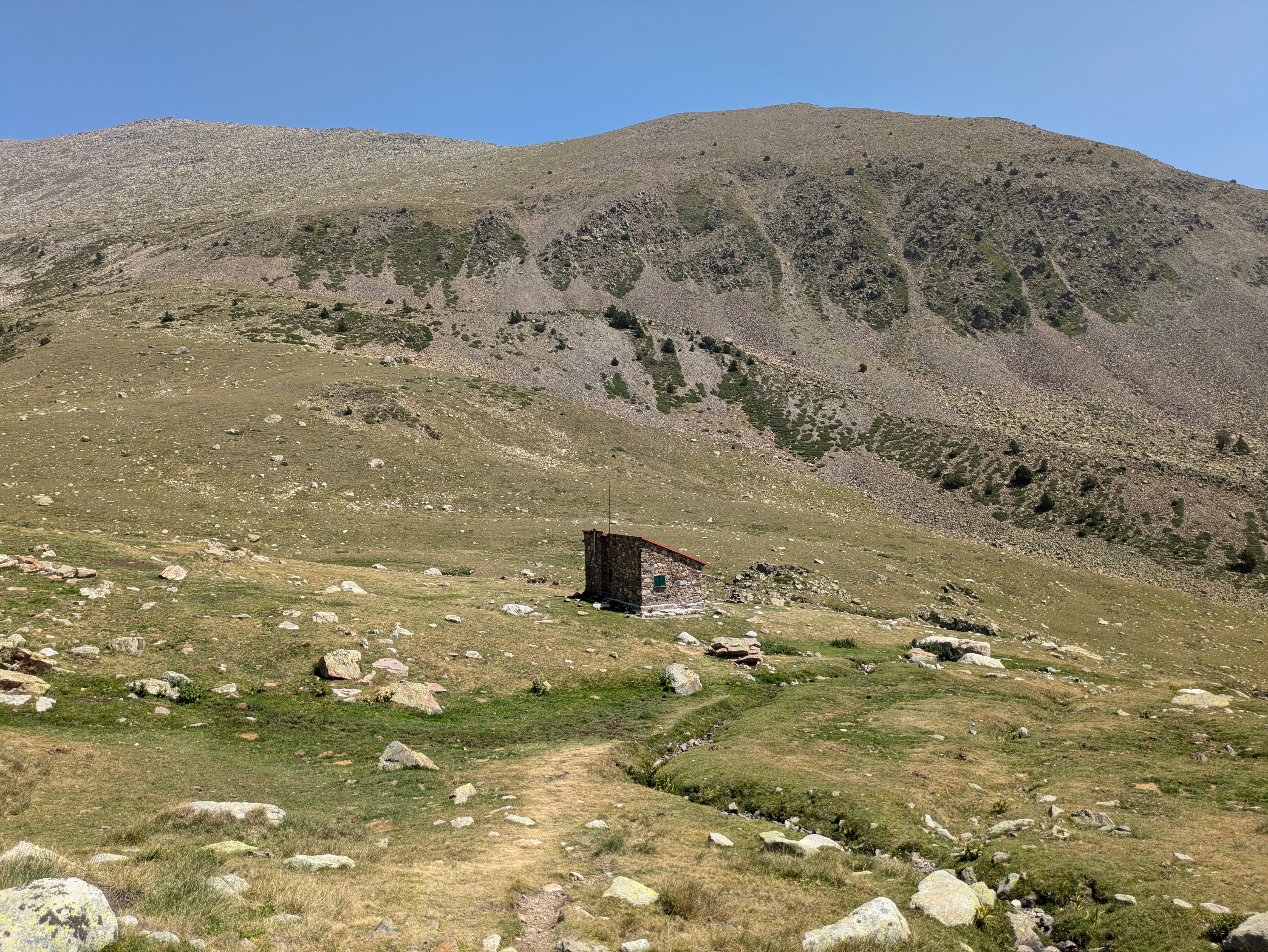
Refuge els Engorgs.

1. Cap de Creus - Port de la Selva (4 h 40)
2. Port de la Selva - Abbaye Saint-Cyr de Colera (8 h 15)
3. Abbaye Saint-Cyr de Colera - Requesens (6 h 40)
4. Requesens - La Vajol (7 h 30)
5. La Vajol - Albanya (7 h 20)
6. Albanya - Sant Aniol d'Aguja (6 h 20)
7. Sant Aniol d'Aguja - Mollo (8 h 30)
8. Molló - Refuge Ull de Ter (2 220 m) (6 h 15)
9. Refuge d'Ulldeter - Col des neuf Croix (2 785 m) - Queralbs (6 h)
10. Queralbs - Planoles (4 h)
11. Planoles - Camping de Saneja (7 h 40)
12. Camping de Saneja - Refuge els Engorgs (2 375 m) (5 h 25)
13. Refuge els Engorgs - Portella de Calm Colomer (2 670 m) - Encamp (7 h 40)
14. Encamp - Arans (5 h)
15. Arans - Port de Baiau (2 757 m) - Refuge J.M. Montfort (2 517 m) (6 h 30))
16. Refuge J.M. Montfort - Tavascan (9 h 50)
17. Tavascan - La Guingueta d'Aneu (8 h 10)
18. La Guingueta d'Aneu - Port de Ratera (2 534 m) - Refuge de Colomers (2 100 m) (8 h 20)
19. Refuge de Colomers - Port de Caldes (2 570 m) - Hospice de Viella (6 h 10)
20. Hospice de Viella - Col de Vallibierna (2 710 m) - Camping Ixeia (9 h 20)
21. Camping Ixeia - Port de Gistain (2 590 m) - Refuge de Viados (6 h 30)
22. Refuge de Viados - Parzan (5 h 25)
23. Parzan - Cirque de Pineta (5 h)
24. Cirque de Pineta - Refuge de Goriz (2 160 m) (6 h 20))
25. Refuge de Goriz - San Nicolas de Bujaruelo (5 h 45)
26. San Nicolas de Bujaruelo - Col de Brazato (2 550 m) - Balneario de Panticosa (6 h 15)
27. Balneario de Panticosa - Col de Tebarray (2 782 m) - Sallent de Gallego (7 h 40)
28. Sallent de Gallego - Candanchu (6 h 20)
29. Candanchu - (incursion en France par le col de Causiat) - La Mina (5 h 50)
30. La Mina - Zuriza (4 h)
31. Zuriza - Izaba (6 h)
32. Izaba - Otsagabia (5 h 15)
33. Otsagabia - Iriberri (6 h)
34. Iriberri - Auritz (5 h)
35. Auritz - Elizondo (9 h 30)
36. Elizondo - Bera (7 h 20)
37. Bera - Cap Higuer (Fontarabie) (6 h 20)